# カサール級駆逐艦
カサール級駆逐艦（フランス語: Frégate de classe Cassard）は、フランス海軍のミサイル駆逐艦の艦級。ジョルジュ・レイグ級（F-70ASW型）の防空艦版であり、計画名は70型対空フリゲート（Frégate anti-aériennes type 70, F-70AA型）。なお北大西洋条約機構（NATO）によるペナント・ナンバーでは、一貫して駆逐艦を意味する「D」の艦種記号を付されている。

## 来歴
フランス海軍が1940年代末から1950年代にかけて建造した第二次世界大戦後第1世代の駆逐艦は、艦隊護衛艦（Escorteurs d'escadre）と称される対空・対水上兵装主体の艦であった。その後、第二次大戦後の潜水艦脅威の深刻化を受けて、まず1956年度計画で、艦隊護衛艦をもとに対潜戦を重視して装備を変更した「ラ・ガリソニエール」（T-56型）が建造された。
その後、T-56型の実績も踏まえて対潜戦重視の大型護衛艦（コルベット）の建造が計画され、まず1965年度計画で「アコニト」（C-65型）が建造されたのち、1967年度計画より、これを発展させたトゥールヴィル級（C-67型）が建造された。
これに続く1972年のブルー計画（15ヶ年計画）で、艦隊護衛艦（T-47型およびT-53型）の更新用として、共通の船体設計に基づく対潜型コルベット18隻と対空型コルベット6隻の整備が計画された。しかし財政上の制約から、対潜型が1971年度から1983年度にかけて計7隻、防空型が1978年度・1979年度に1隻ずつの計2隻が建造されるのみに留まった。このうち、防空型として建造されたのが本級であり、開発は1977年から1982年にかけて行われた。なお、対潜型にあたるのがジョルジュ・レイグ級（C-70ASW型）であった。また1983年にはさらに2隻の建造予算が通過したものの、これは1984年2月27日にキャンセルされた。

## 設計
上記の経緯より、本級の船体設計は、70型対潜コルベット（C-70ASW型; ジョルジュ・レイグ級駆逐艦）をベースとして、艦尾の可変深度ソナーの撤去・航空艤装の縮小とバーターにターター・システムを搭載したものとなっている。船型はC-70型を踏襲して、艦尾に切り欠きをもつ遮浪甲板型とされた。船体は16個の水密区画に区分されている。抗堪性向上のため、NBC防護にも配慮したシタデル構造が導入されているのはC-70型と同様である。減揺装置としてフィンスタビライザーが装備された。
艦橋構造物もC-70型と同じく3層構造であるが、ターター・システムのためのメインセンサーである3次元レーダーをできるだけ高い位置とするために、後部上部構造物の前端部に後檣が設けられた。これによる復原性の低下を避けるため、上部構造物はアルミニウム合金製とされている。なお、2002年には舷側に補強プレートを設置するなどの船体強度向上策が施されており、これによって上部構造に合計で120トンの鋼鉄が追加されるかたちになったことから、復原性低下を避けるため、210トンの固定バラストが搭載されている。
主機関は、C-70型がCODOG方式を採用していたのに対して、本級ではCODAD方式とされている。これにより、ガスタービン主機のために設けられていた複雑な給排気系を廃して上構を小型化するとともに、比較的大重量のディーゼル主機関を艦底に搭載することでバラストとしての効果も発揮されている。ディーゼル主機関としては、SEMT ピルスティクのV型18気筒高速ディーゼルエンジンである18PA6-V280 BTC（単機出力10,575 hp (7,886 kW)）が4基搭載された。これらは2基ずつ1セットとして、それぞれ減速機を介して両舷の推進器を駆動する。また電源としては、AGO 195-V12-CSHRディーゼルエンジンと、これによって駆動されるジュモン・シュナイダー社製、出力850キロワットの発電機が4セット搭載されている。

## 装備

### C4ISR
本級はターター・システムと連接されたSENIT-6戦術情報処理装置を中核として、システム艦として構築されている。戦術データ・リンクとしては、当初よりリンク 11・14に対応しており、また1996年より、次世代の戦術情報処理装置であるSENIT-8の技術をバックフィットすることでリンク 16にも対応した。
防空艦としての主要なセンサーとなる3次元レーダーは、上記の通り設計上特別の配慮を受けて後檣の頂部に配置されることになった。その機種としては国産のDRBJ-11Bが計画されていたが、開発遅延のためにネームシップは暫定的にDRBV-15を搭載して就役していた。2番艦は当初よりDRBJ-11Bを搭載しており、ネームシップも1992年にこれに換装した。DRBJ-11BはSバンドを使用しており、アンテナ部はアクティブ・フェイズド・アレイ（AESA）式ともされている。また2012年には、2番艦のDRBJ-11BがSMART-S Mk.2に換装されている。またこれらを補完するため、DIBV-1Aヴァンピール赤外線捜索追尾システムも搭載されている。
ソナーとしてはDUBA-25（2番艦はDUBA-24Cとも）を船底に装備する。また艦尾にはDSBV-61曳航ソナーの後日装備余地が確保されている。

### 武器システム
上記の経緯より、本級は主要な武器システムとしてターター・システムを搭載する。コスト低減のため、Mk.13 ミサイル単装発射機（GMLS）とMk.74 ミサイル射撃指揮装置（GMFCS）は、前任者にあたるケルサン級ミサイル駆逐艦（スルクフ級駆逐艦防空改装型）の退役艦から転用されている。
主砲としては艦首甲板にMle.68 CADAM 100mm単装速射砲が搭載されており、これはDRBC-33レーダーによる射撃指揮を受けるが、レーダーを補完するためにピラーニャ-III光学追尾装置が付加されているほか、副方位盤として、やはり光学式のナジールIII DMaBも搭載されている。
他のフランス海軍艦と同様、近接防空用としては、砲熕兵器によるCIWSのかわりにミストラル近接防空ミサイルを使用しており、そのサドラル6連装発射機は、後部上部構造物両舷の01甲板レベルに搭載されている。
電子戦支援用に搭載されたARBR-17はタレス社製DR-4000Sのフランス海軍仕様で、8ポートの方探アレイを備えており、LバンドからCバンド（NATO呼称としてはCバンドからGバンド）まで対応できるデジタル式の電波探知装置である。方向探知精度は2-3度を誇るとされている。一方、ARBB-33はセルジュ・ダッソー・エレクトロニクス（現在はタレス・グループ傘下）が開発したサラマンダーのフランス海軍仕様で、CバンドからKバンド（NATO呼称としてはHバンドからJバンド）に対応した電波妨害装置であるが、レーダー警報受信機としての機能も内包しており、自己完結した電子戦装置として動作できる。
チャフ・フレア発射装置としては、短距離投射用のDAGAIE（最大射程750m; フランス海軍呼称はAMBL-1C）と長距離投射用のSAGAIE（最大射程3,000m; フランス海軍呼称はAMBL-2A）をマスト直下の艦橋レベルに装備する。なお、ARBR-17電波探知装置とARBB-33電波妨害装置、SAGAIEおよびDAGAIEを統合したシステムはNEWSYと呼称される。またこれと独立した通信情報（COMINT）装置として、超短波用のARBG-1A「サイゴン」と短波用のテレゴン-10も搭載されている。

### 艦載機
航空艤装は原型のC-70型より縮小されているが、後部上部構造物後端には中型ヘリコプター（リンクス哨戒ヘリコプターまたはAS.565汎用ヘリコプター）1機を収容できるハンガーが設けられており、艦尾甲板はヘリコプター甲板とされている。なおヘリコプター甲板には、グリッド着艦拘束装置とSAMAHE-210機体移送装置が設置されている。

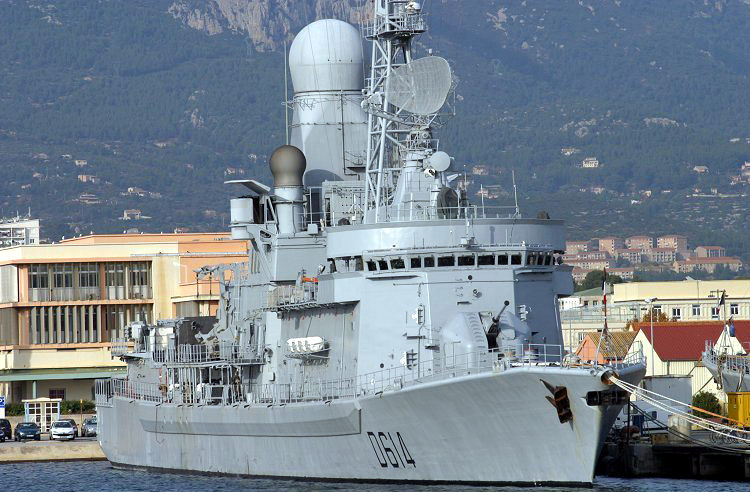
2008年に撮影された「カサール」
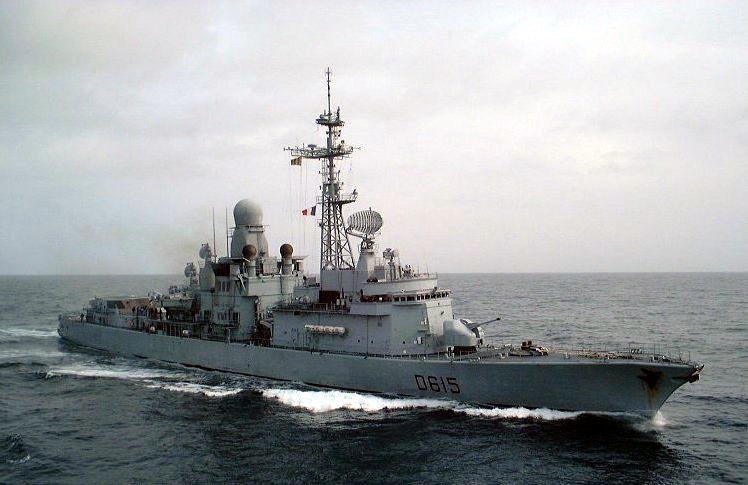
2000年に撮影された「ジャン・バール」
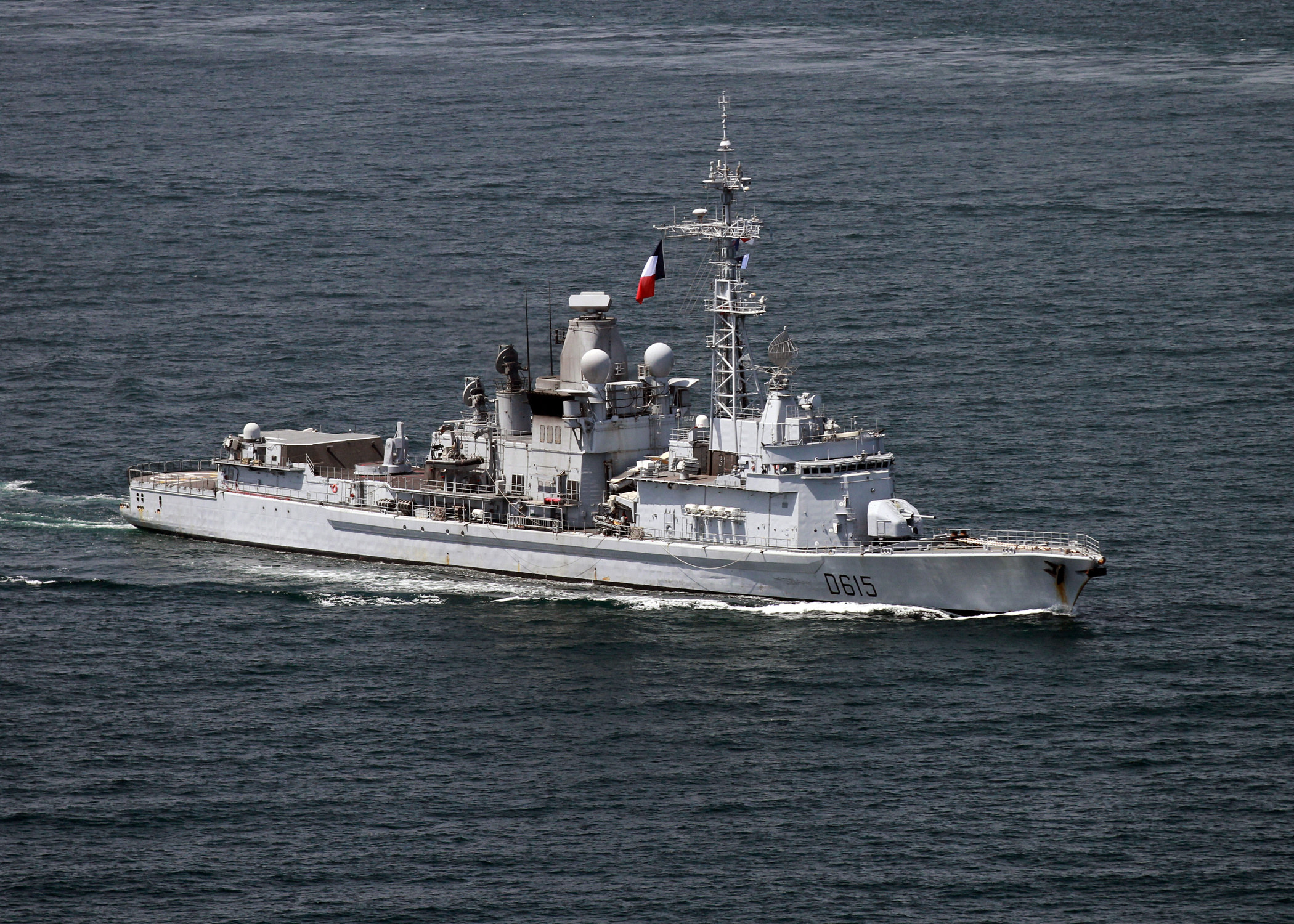
2014年4月に撮影された「ジャン・バール」。後部マスト頂部のレドームが撤去され、レーダーはSMART-Sに換装されている。

## 同型艦

### 一覧表
| #    | 艦名                     | 起工           | 進水           | 就役           | 退役           | 母港       |
| ---- | ------------------------ | -------------- | -------------- | -------------- | -------------- | ---------- |
| D614 | カサール Cassard         | 1982年 9月3日  | 1985年 2月6日  | 1988年 7月29日 | 2019年 3月15日 | トゥーロン |
| D615 | ジャン・バール Jean Bart | 1986年 3月12日 | 1988年 3月19日 | 1991年 9月21日 | 2021年 8月31日 | トゥーロン |

### 運用史
2006年のレバノン侵攻における作戦（バリステ作戦、Opération Baliste）には、避難段階で「ジャン・バール」が、その後の監視段階で「カサール」が参加している。
2019年3月 15日に準同型艦ジョルジュ・レイグ級駆逐艦 (F-70型)「プリモゲ」と共に、本級1番艦「カサール」は母港トゥーロンにて武装解除がなされ、2020年に解体された。
また2021年3月4日に2番艦の「ジャン・バール」はAGENOR作戦に参加したのち現役から引退した。

## 登場作品

### ゲーム
『エースコンバット04 シャッタードスカイ』
エルジア共和国海軍の駆逐艦として登場。同型艦としてハーン、タイチ、チアシなどが存在する。